# Sierkule (rejon stołpecki)
Sierkule (biał. Серкулі, Sierkuli; ros. Серкули, Sierkuli) – wieś na Białorusi, w obwodzie mińskim, w rejonie stołpeckim, w sielsowiecie Litwa, nad Usą.

## Historia
W dwudziestoleciu międzywojennym leżały w Polsce, w województwie nowogródzkim, w powiecie stołpeckim, w gminie Rubieżewicze. W 1921 miejscowość liczyła 46 mieszkańców, zamieszkałych w 6 budynkach, wyłącznie Polaków wyznania rzymskokatolickiego.
W czasie II wojny światowej 12 mieszkańców miejscowości dołączyło do Zgrupowania Stołpeckiego Armii Krajowej.
Po II wojnie światowej w granicach Związku Sowieckiego. Od 1991 w niepodległej Białorusi.